# ミトゥンバ山地
ミトゥンバ山地（英: Mitumba Mountains, Mitumba Range等）は広義にはコンゴ民主共和国南東部のカタンガ高原北東部から大地溝帯西リフトバレーを形成するタンガニーカ湖両岸、タンザニア、ブルンジ、ルワンダ、ウガンダ西部山岳地帯の5ヵ国にまたがる山地の総称である。

## 地理
狭義ではカタンガ高原北東部の山地やタンガニーカ湖西岸のみを指して用いられる。この場合の最高峰はカフジ山の3,308mである。カフジ＝ビエガ国立公園、ヴィルンガ国立公園があり、ヴィルンガ山地を除く場合もある。
広義にはヴィルンガ山地とルウェンゾリ山地を含み、この場合の最高峰は、ルウェンゾリ山（5,109m）で、他にカリシンビ山（4,507m）、ムハブラ山（4,127m）などがある。

## 名称
ミトゥンバはスワヒリ語で「使用済み」のような意味を持つ。